# Igor Mitoraj
Igor Mitoraj, né le 26 mars 1944 à Oederan en Allemagne et mort le 6 octobre 2014 dans le 10e arrondissement de Paris en France, est un sculpteur polonais.

## Biographie
Igor Mitoraj est né en 1944 à Oederan (Saxe) d’une mère polonaise et d’un père français. Il est diplômé de l'Académie des beaux-arts de Cracovie où il a été l'élève de Tadeusz Kantor. Il vit depuis 1968 en France et en Italie. Au début des années 1970, fasciné par les arts précolombiens, il part au Mexique où il commence à sculpter. Il rentre en Europe en 1974 et, en 1976, il expose ses œuvres à Paris à la galerie La Hune. 
En 1979, il se rend à Carrare en Toscane où il commence à utiliser le marbre comme support principal, tout en continuant à travailler la terre cuite et le bronze. En 1983,  il installe son atelier à Pietrasanta. Igor Mitoraj est considéré comme un des plus éminents artistes contemporains[réf. nécessaire]. Certaines de ses sculptures, souvent de grande taille, sont exposées en plein air dans de nombreuses villes en Europe, aux États-Unis et au Japon.
Certaines œuvres d'Igor Mitoraj provoquent de vives polémiques[réf. nécessaire] comme celles présentées en avril 2008 sur la Piazza Trento à Tivoli, en face de l'église Sainte Maria Maggiore et de l'entrée de la Villa d'Este. On y a vu la célébration du rite séculier de l’inchinata.
Durant l'été 2011 ses œuvres sont exposées au sein de la Vallée des Temples à Agrigente (Sicile) et se mélangent subtilement à ce site classé au patrimoine de l'Humanité.
Il est mort le 6 octobre 2014 dans un hôpital de Paris.

## Œuvre
Le thème majeur des œuvres d'Igor Mitoraj est le corps humain, sa beauté et sa fragilité. Son œuvre s'inscrit dans une démarche résolument postmoderniste. S'inspirant de la statuaire antique, en particulier ses proportions idéales, l'artiste rappelle cependant au public sa nature humaine et son imperfection. Ses sculptures sont délibérément blessées ou écorchées et se retrouvent parfois même clouées au sol.

## Collections publiques
- Angers, Place Saint-Éloi – Per Adriano
- Paris, La Défense – Le Grand Toscano, Ikaria, Colosse ou Icare, Tindaro
- Londres, Canary Wharf – Tête endormie
- Milan, Piazza del Carmine – Le grand toscan
- Yorkshire Sculpture Park au Royaume-Uni – Héros de lumière
- Lausanne - Suisse – Parc du Musée Olympique
- Palerme, Loggiato di San Bartolomeo – Eroe Elimo
- Rome, Santa Maria Degli Angeli – St Jean le Baptiste
- Tivoli, Piazza Trento/Villa d'Este – Tête endormie 2
- Cracovie, Place du marché central – Éros Bendato

## Galerie

Œuvres d'Igor Mitoraj
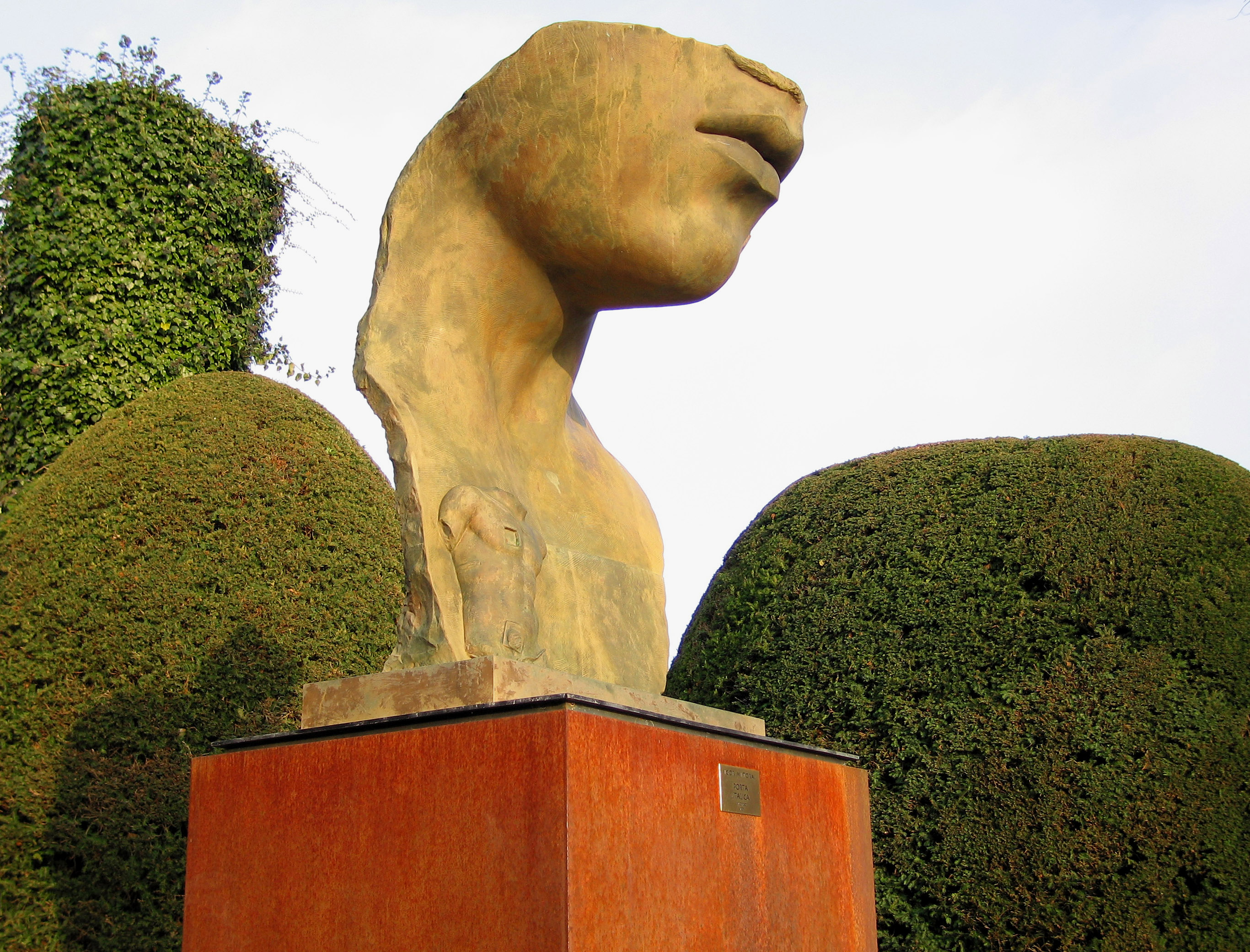
Porta Italica, bronze, (1997); parc du musée olympique de Lausanne.
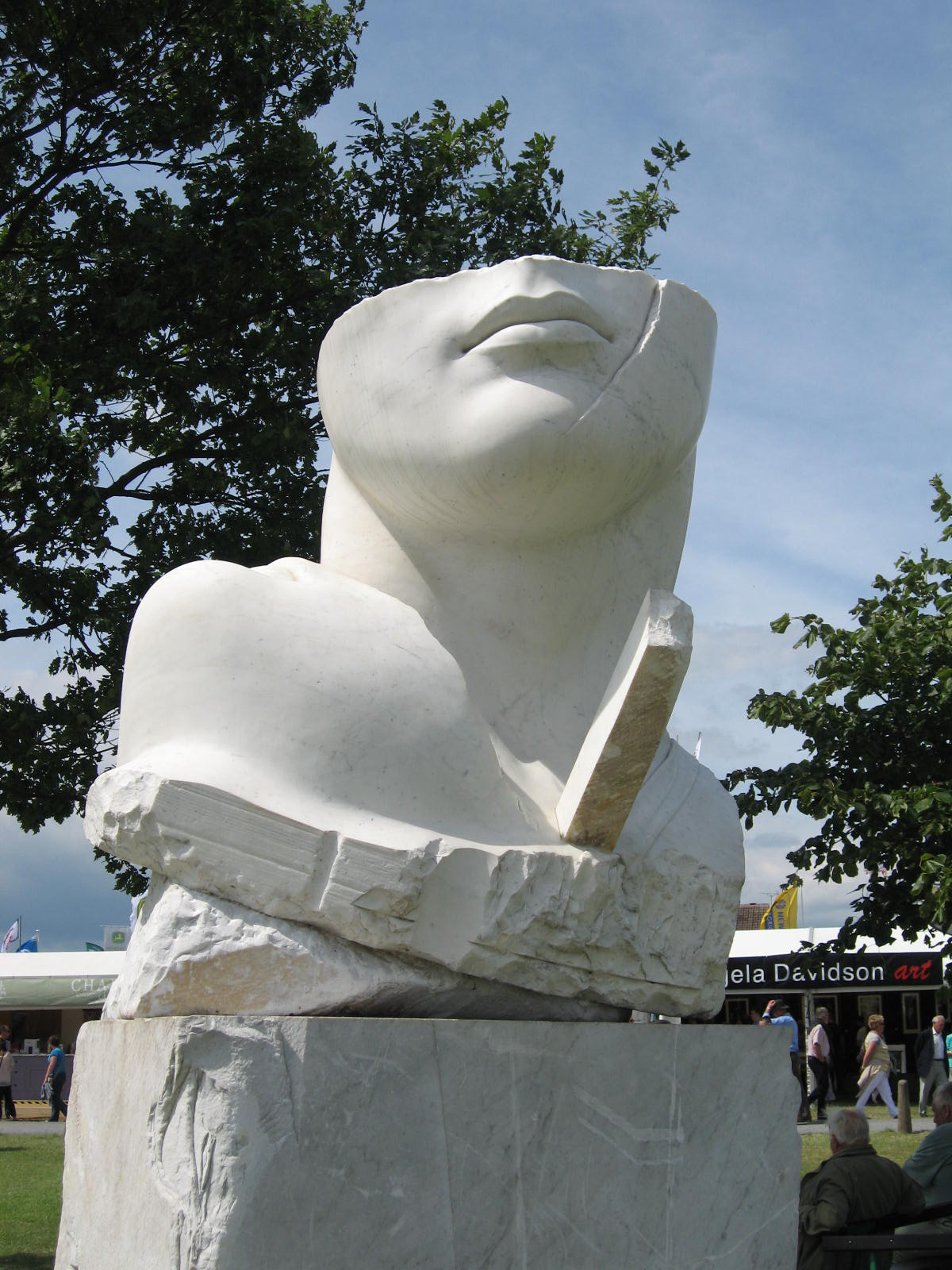
Héros de lumière, Yorkshire Sculpture Park au Royaume-Uni.
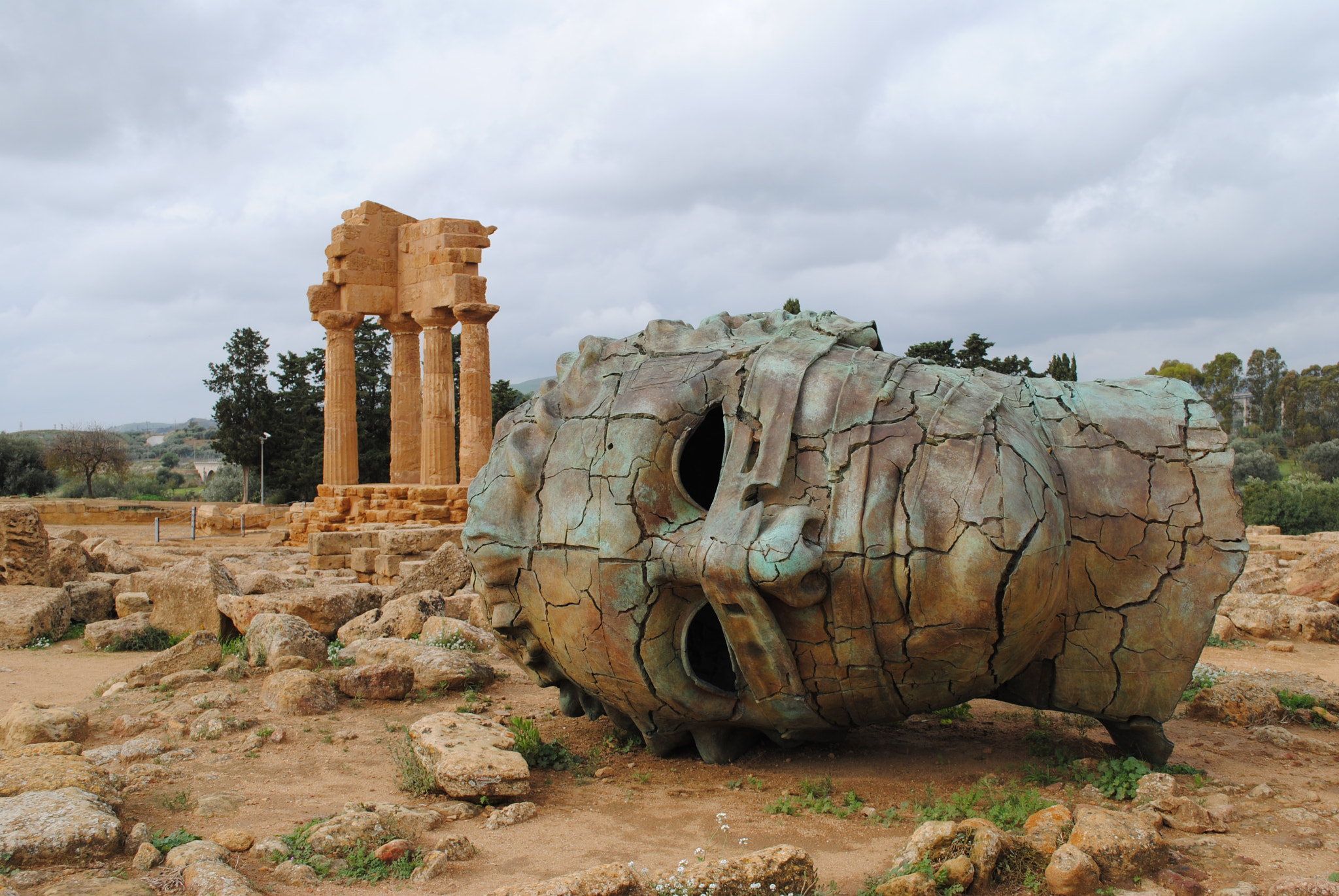
Vallée des Temples, Agrigente
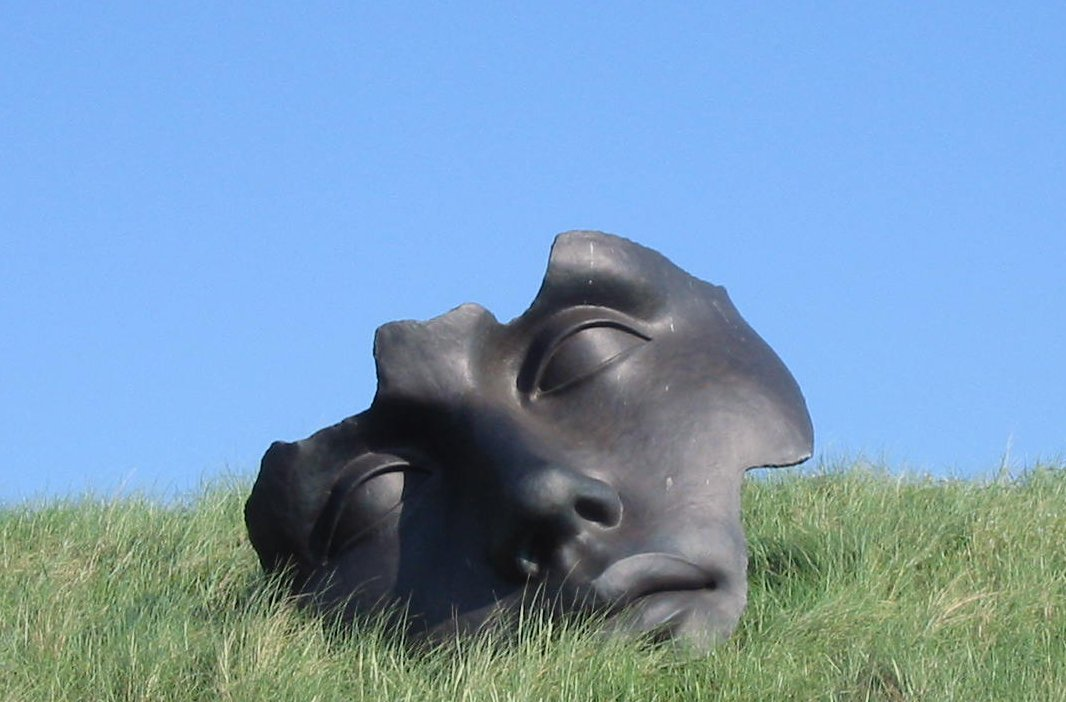
Luci di Nara, sur le boulevard Beeld, Scheveningen, Pays-Bas.
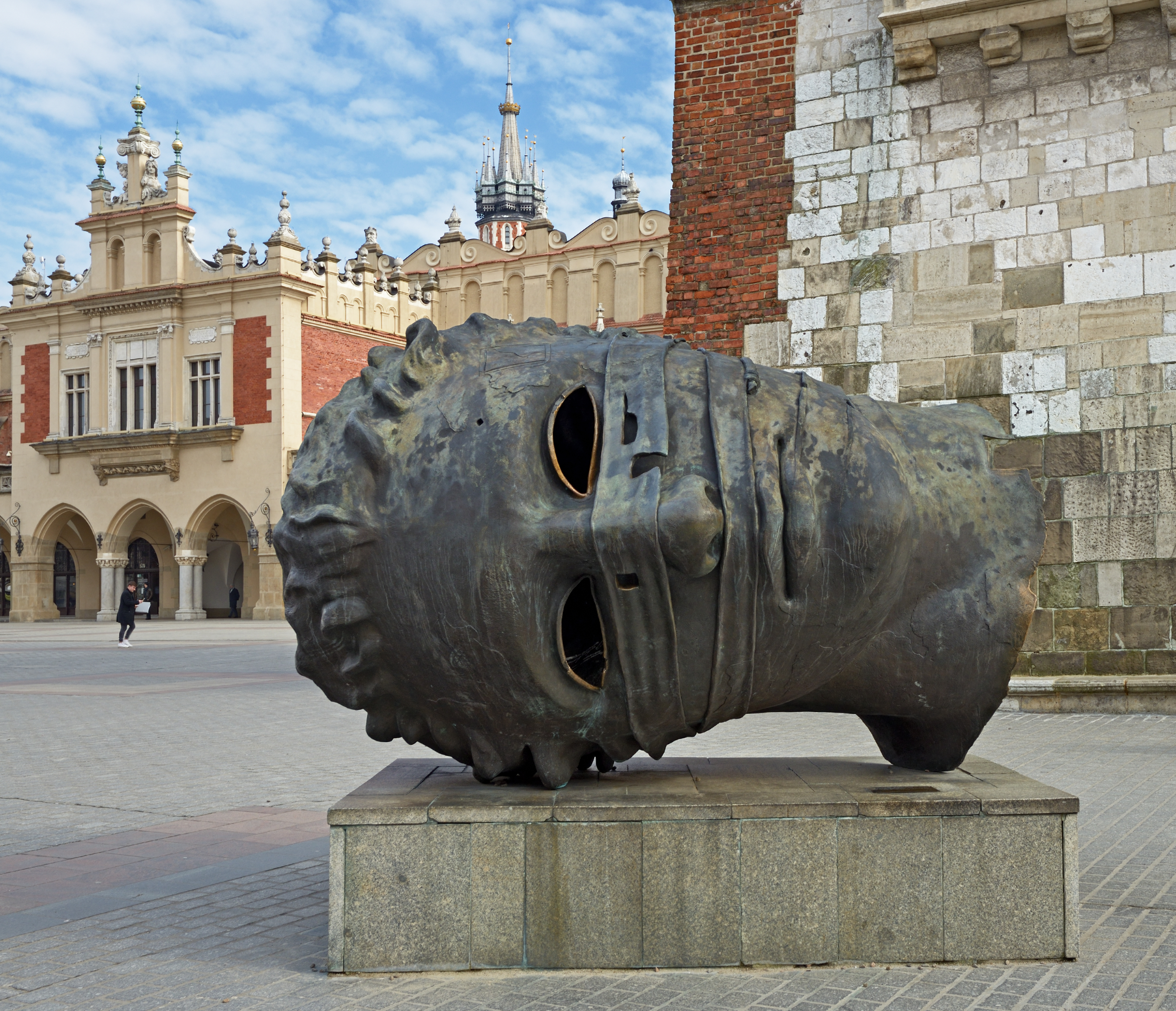
Éros Bendato, bronze, 1999, exposition à Cracovie en 2003.
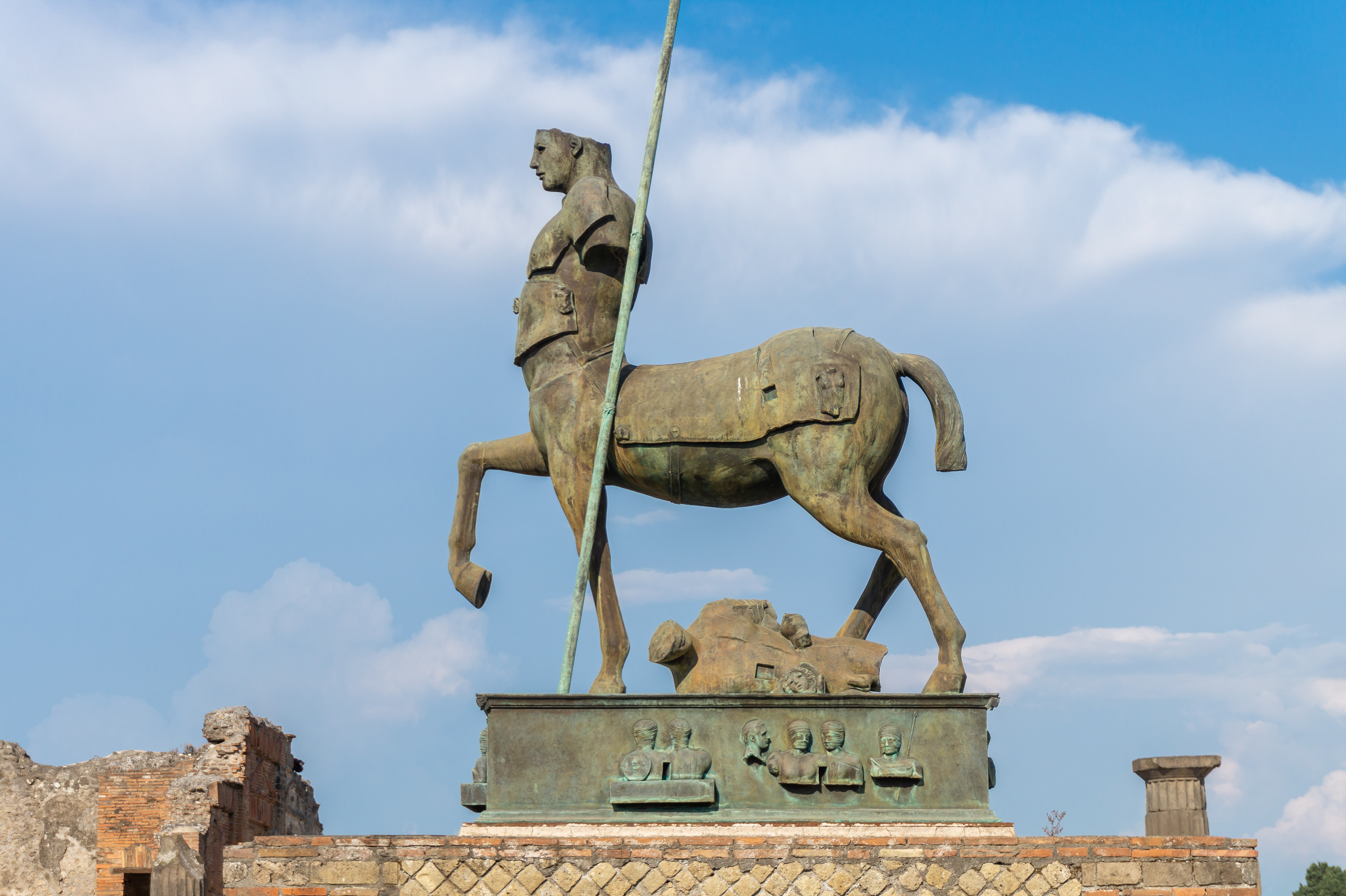
Centauro, Le forum à Pompéi, Pompéi.